# 杉山友城
杉山 友城（すぎやま ともき、1976年 - ）は、日本の経営学者。福井県立大学経済学部経営学科教授。博士（経営学）。

## 著書

### 単著
- 『地域創生と文化創造—人口減少時代に求められる地域経営』晃洋書房、2020年

### 編著
- 『新しい＜地方（ふるさと）＞を創る―未来への戦略』晃洋書房、2022年

### 共著・分担執筆
- 坂本光司、南保勝、杉山友城『データで見る地域経済入門』ミネルヴァ書房、2003年
- 西浦道明（編）『社員にもお客様にも価値ある会社』かんき出版 2013年
- 西浦道明（編）『社長の「気づき」と「決断」』かんき出版、2015年
- 十名直喜（編）『地域創生の産業システム』水曜社、2015年